# Boquita
Rafael Aparecido da Silva, plus connu sous le nom de Boquita, né le 7 avril 1990, est un footballeur brésilien. Il joue au poste de milieu offensif avec l'équipe brésilienne de Portuguesa en prêt des Corinthians.

## Biographie

### En club
Boquita commence le football dans le club de Portuguesa en 2004 il est alors âgé de 14 ans mais rapidement il est recruté en 2005 pour jouer chez les jeunes des Corinthians jusqu'en 2008. Après avoir joué son premier match en Coupe de Brésil le 4 mars 2009 contre le Itumbiara Esporte Clube (2-0) en étant titulaire. Il participe à son premier match en Série A contre SC Internacional (0-1) le 10 mai 2009 en étant titulaire à l'âge de 19 ans.
Il rentre en cours du jeu lors de la finale de la Coupe du Brésil aller/retour remporté par son club contre SC Internacional, c'est son deuxième titre après celui du Championnat de São Paulo remporté quelques mois plus tôt.
Pour sa première saison en Série A en 2009, Bosquita marque 1 but pour 15 matchs joués et continue sa progression.

### En équipe nationale
En 2009, Boquita participe à la Coupe du monde des moins de 20 ans en Égypte, sa première convocation en équipe nationale il y dispute 5 matchs pour inscrire un but dès son premier match contre le Costa Rica. Mais il échoue avec son équipe en finale aux tirs au but contre le Ghana où il ne rentra pas en jeu.

## Palmarès

### En club
- Corinthians
  - Championnat de São Paulo
    - Vainqueur : 2009.

  - Coupe de Brésil
    - Vainqueur : 2009.

- Portuguesa de Desportos
  - Championnat du Brésil D2
    - Vainqueur : 2011.

- CSA
  - Championnat du Brésil D3
    - Vainqueur : 2017.

  - Championnat de l'Alagoas
    - Vainqueur : 2018.

### En sélection nationale
- Brésil - 20 ans
  - Coupe du monde - 20 ans
    - Finaliste : 2009.

## Carrière
| Saison | Club        | Pays    | Championnat        | Coupe nationale | Coupe continentale | Sélection Brésil |
| ------ | ----------- | ------- | ------------------ | --------------- | ------------------ | ---------------- |
| 2009   | Corinthians | Série A | 20 matchs / 1 but  | 8 matchs        | -                  | -                |
| 2010   | Corinthians | Série A | 8 matchs / 1 but   | 8 matchs        | -                  | -                |
| 2011   | EC Bahia    | Série A | 1 match            | 3 matchs        | -                  | -                |
| 2011   | Portuguesa  | Série B | 14 matchs / 2 buts | -               | -                  | -                |

Dernière mise à jour le 26 octobre 2011